# Zhao Zuo

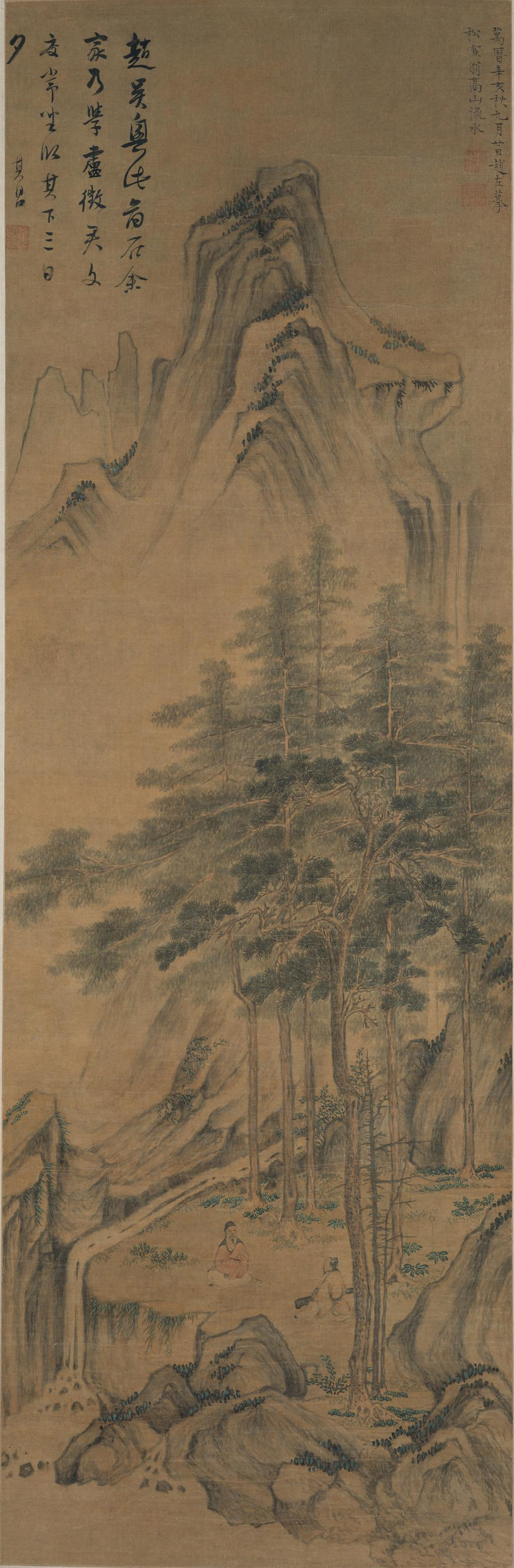
Zhao Zuo, Paisatge d'un ràpid d'alta muntanya, Museu de Xangai, 1611.

Zhao Zuo (xinès simplificat: 赵左; xinès tradicional: 趙左; pinyin: Zhào Zuǒ) fou un pintor xinès que va viure sota la dinastia Ming. Nascut vers l'any 1570 a Huating, actualment Songjiang, que forma part de Xangai i mort posteriorment al 1633.
Se sap poc de la vida d'aquest artista: les dates del seu naixement i de la seva mort són aproximades. Era d'origen humil.
Va destacar com a pintor de paisatges. Entre altres mestres, es va inspirar en Song Xu i en el seu amic Dong Qichang (ref. Llibre Li-tsui Flora Fu). Va ser un dels pintors del denominat “Estil Su Song" (苏松派), essent un dels iniciadors d'aquesta escola. Entre les seves obres cal mencionar “Neu acumulada en els freds penya-segats”. Hi trobem pintures seves en els següents llocs: Museu Guimet de París. El Museu del Palau de Pequín, el Nationalmuseum d'Estocolm i el Museu Nacional del Palau de Taipei.